# 長部
長部，為漢字索引中的部首之一，康熙字典214個部首中的第一百六十八個（八劃的則為第二個）。在傳統漢字中，長部歸於八劃部首；在中文簡化字中，其則歸在四劃。長部只以左方為部字。且無其他部首可用者將部首歸為長部。

## 部首單字解釋
1.ㄔㄤˊ，①兩端的距離。②兩端的距離差距頗大，與短相反。③優點、獨特的技能。④永久、久遠。⑤經常。⑥即長度，度量長的十進位為公尺。
2.ㄓㄤˇ，①生長、增益，與消相對。②養育、撫養。③成年。④年紀大或輩分大。⑤主管、領導者。⑥排行第一。⑦崇尚。
3.ㄓㄤˋ，多餘的。
镸：長的古文。

## 字形

甲骨文
金文
小篆

## 名稱
- 漢語：長部（chángbù，ㄔㄤˊㄅㄨˋ；zhǎngbù，ㄓㄤˇㄅㄨˋ）
- 日本：
- 韓國：

## 字例
| 除部首外之筆劃 | 字例 -{  |
| -------------- | -------- |
| 0              | 長镸(长) |
| 3              | 䦇镹     |
| 4              | 镺       |
| 5              | 𨱪镻䦈䦉 |
| 6              | 𨱽𨱾䦊   |
| 7              | 𨲅       |
| 8              | 镼       |
| 9              | 𨲖       |
| 11             | 䦋       |
| 12             | 镽       |
| 13             | 𨲷       |
| 14             | 镾       |

}-